# Красная Гора (Добрушский район)
Красная Гора (бел. Чырвоная Гара) — посёлок в Носовичском сельсовете Добрушского района Гомельской области Республики Беларусь.

## География

### Расположение
В 14 км на юго-запад от районного центра и железнодорожной станции Добруш (на линии Гомель — Унеча), 17 км от Гомеля.

## Гидрография
Река Уть (приток реки Сож).

## Транспортная сеть
Транспортная связь по просёлочной, затем по автомобильной дороге Тереховка — Гомель. Планировка состоит из прямолинейной улицы, ориентированной с северо-запада на юго-восток. Застройка деревянная усадебного типа.

## История
Обнаруженное археологами поселения первой половины первого тысячелетия н. э. и эпохи Киевской Руси (0,2 км на юго-запад от посёлка, на правом берегу реки) свидетельствует о заселении этих мест с давних времён. Современный посёлок основан в 1920-е годы переселенцами из соседних деревень на бывших помещичьих землях. В 1930 году жители вступили в колхоз. Во время Великой Отечественной войны в сентябре 1943 года оккупанты полностью сожгли посёлок и убили 3 жителей. В 1959 году в составе госплемзавода «Носовичи» (центр — деревня Носовичи).

## Население

### Численность
- 2004 год — 11 хозяйств, 16 жителей

### Динамика
- 1940 год — 22 двора, 80 жителей
- 1959 год — 105 жителей (согласно переписи)
- 2004 год — 11 хозяйств, 16 жителей